# Salihli Belediyesi Gençlik ve Spor Kulübü
Il Salihli Belediyesi Gençlik ve Spor Kulübü è una società pallavolistica turca, con sede a Salihli: milita nel campionato turco di Voleybol 1. Ligi.

## Storia
Il Salihli Belediyesi Gençlik ve Spor Kulübü viene fondato nel 1987, militando per oltre vent'anni nelle categorie minori del campionato turco. Entrato in pianta stabile nella Voleybol 2. Ligi, dopo aver sfiorato per alcuni anni la promozione in massima serie, nel 2015 centra il salto di categoria, esordendo così in Voleybol 1. Ligi nella stagione 2015-16: dopo essersi classificato all'undicesimo posto in regular season, scivola alla dodicesima e ultima posizione dopo aver disputato i play-out, retrocedendo immediatamente nella divisione cadetta.